# 레드먼드의 앤
레드먼드의 앤(Anne of the Island)은 루시 모드 몽고메리의 소설 빨간머리 앤의 후작으로 앤의 대학생 시절을 다룬 소설이다. 시공사에서 출간했으며, 전문번역가 공경희가 한국말로 옮겼다.

## 등장인물

### 레드먼드 대학교
- 앤 셜리: 과부가 된 린드 아줌마가 마릴라 아줌마,아이들과 같이 살면서 시간의 여유가 생기자, 노바스코샤 주의 레드먼드 대학교에 진학한다. 대학교에서 하숙생활을 하면서 학교친구들도 사귀고, 떠돌이 고양이를 키우기도 한다.
- 프리실라 그랜트 : 스텔라와 함께 앤의 퀸스 시절부터 친한 친구로, 앤과 함께 레드먼드 대학교에 진학하게 된다.
- 필리파 고든 : 앤이 대학에 가서 프리실라, 스텔라와 같이 집도 빌리며 같이 자취를 하면서 친해진 친구로 굉장한 미인이다.공부를 굉장히 잘한다.
- 스텔라 메이나드 : 앤, 프리실라와 퀸스 시절부터 친한 친구로, 앤과 프리실라와 같이 입학한 게 아니라 2학년으로 편입했다.
- 길버트 블라이스 : 앤의 친구. 교원학교를 졸업하고 초등학교 교사로 일하다가 앤과 같이 대학교에 진학한다.
- 찰리 슬론 : 앤, 길버트 등의 대학교 친구.
- 로이 가드너 : 앤과 길버트의 선배.
- 조너스 블레이크 : 평범하고 배경 없는 신학생. 그러나 필리파가 심사숙고 끝에 그와 짝짓는다.

### 에이번리
- 마릴라 커스버트: '빨간머리 앤'에서 앤을 입양해서 돌본 부인이다. '에이번리의 앤'에서는 친척의 아이들인 데이비 키스와 도라 키스 남매를 돌본다. 건강이 나쁜 자신을 돌보느라 앤이 대학교에 가지 않은 일이 마음에 걸렸던 마릴라는 데이비, 도라 남매의 삼촌이 양육비를 유산으로 남기고, 과부가 된 레이첼이 마릴라와 같이 살게 되어 앤의 도움이 없이도 데이비, 도라 남매를 돌볼 수 있는 여유가 생기자 앤에게 대학교에 진학할 것을 권유한다.
- 다이애나 배리: 과수원을 운영하는 배리 씨 댁 첫째 딸이다. 앤과 가장 친한 친구이다. 앤과는 달리 교사가 되지 않는다. 작가의 재능이 엿보이는 앤에게 권해서 편집자들에게 연예소설을 보내지만, 미숙한 글이라 되돌아오자, 내용을 일부 고쳐서 밀가루 회사 소설 공모전에 보내서 당선된다. 덕분에 25달러라는 거액의 원고료를 회사에서 보내오지만, 앤은 부끄러워한다.
- 제인 앤드루스, 루비 길리스 : 앤의 친구. 두 사람 모두 교원학교를 졸업하고 교사가 된다. 제인은 앤이 대학교에 진학하자 그 뒤를 이어 학생들을 지도하는데, 교육 방식이 온건한 앤과는 달리 엄격해서 개구쟁이 데이비가 죽을 맛이다. 루비는 병으로 일찍 세상을 떠나는데, 워낙 미인이라 죽을 때도 미모를 잃지 않아 마을 사람들의 기억에 남았다.
- 조시 파이: 앤의 친구. 직설적인 말투 때문에 간혹 앤과 갈등을 일으키는 독설가이다.
- 레이첼 린드: 배우자 토머스가 병으로 세상을 떠나자 마릴라와 같이 살면서 아이들을 돌본다. 정이 많은 레이첼 아줌마는 앤이 교사로 근무하자 아이들에게 선생님이 마음에 드는지 물을 만큼 앤의 교원생활에게 지극한 관심을 갖는다. 나이는 들었지만, 개신교 교회에서 선교활동을 지원하는 사역(Ministry)을 할 정도로 열정이 넘치는 부인이다.신학적으로는 기독교 근본주의적인 모습을 보인다.그래서 다른 종교에도 구원이 있을 수 있다거나, 여성에게도 개신교 목사 안수를 허용해야 한다고 주장하는 진보적인 신학에 거부감을 갖고 있다. 심지어는 데이비가 어린이답게 성서를 자유롭게 해석하자 성서를 더 이상 안 읽어준다고 말하고, 주일학교 출석을 강요해서, 데이비가 신앙적, 정서적으로 억압받는다.
- 데이비 키스 : 엄마 메리가 병으로 세상을 떠나서 같이 살게 된 남자 어린아이이며, 여섯 살짜리 귀여운 장난꾸러기이다. 데이비는 이성이 자라면서 앤 누나에게 많은 질문들을 하는데, 그때마다 앤은 어린아이인 데이비가 알아듣기 좋도록 차근차근 설명해 준다. 자신을 감싸주고 호기심을 존중하는 앤 누나와, 아이들을 좋아하는 해리슨 아저씨를 좋아한다.
- 도라 키스: 데이비의 동생. 오빠 데이비와는 달리 얌전해서 사고는 안 치지만, 감성이 예민한 오빠와는 달리 성격이 냉정하다. 앤이 대학교에 입학하려고 집을 떠나는 날, 데이비는 속이 상해서 아침밥을 안 먹지만, 도라는 오빠의 밥까지 먹는다.
- 해리슨 씨 : 이웃집에 이사온 아저씨이다. 성격이 직설적이라 앤이 쓴 소설에서 미숙한 문장들을 지적하지만, 앤의 원고가 반송되어 글을 써야 할지 고민하자 나라면 글을 계속 쓸 것이라며 격려한다.
- 라벤더 루이스: 독신 노처녀였지만 '에이번리의 앤'에서 어빙 씨와 결혼하여 행복하게 산다. 앤과 마릴라 아줌마의 친구이다.

## 관련 작품
| 책 이름                           | 원제                          | 출판 연도 | 앤 셜리의 나이 |
| --------------------------------- | ----------------------------- | --------- | -------------- |
| 빨간 머리 앤                      | Anne of Green Gables          | 1908      | 11 ~ 16세      |
| 에이번리의 앤                     | Anne of Avonlea               | 1909      | 16 ~ 18세      |
| 레드먼드의 앤                     | Anne of the Island            | 1915      | 18 ~ 22세      |
| 윈디 윌로우스의 앤                | Anne of Windy Willows         | 1936      | 22 ~ 25세      |
| 앤의 꿈의 집                      | Anne's House of Dreams        | 1937      | 25 ~ 27세      |
| 잉글사이드의 앤                   | Anne of Ingleside             | 1939      | 34 ~ 40세      |
| 무지개 골짜기                     | Rainbow Valley                | 1919      | 41 ~ 43세      |
| 잉글사이드의 릴라                 | Rilla of Ingleside            | 1921      | 49 ~ 53세      |
| 앤의 추억의 나날                  | The Blythes Are Quoted        | 2009      | 40 ~ 75세      |
| 앤 셜리와 관련이 있는 단편 모음집 |                               |           |                |
| 앤의 친구들                       | Chronicles of Avonlea         | 1912      | ―              |
| 앤 주변의 사람들                  | Further Chronicles of Avonlea | 1920      | ―              |